# Сеймик Лодзинского воеводства
Сеймик Лодзинского воеводства (пол. Sejmik Województwa Łódzkiego) — представительный орган местного самоуправления Лодзинского воеводства. Состоит из 33 членов, избираемых по пропорциональной системе на пятилетний срок.
Сеймик был создан в 1998 году после Административной реформы. До 2002 года Сеймик состоял из 55 членов, до 2014 из 36.
На первой сессии Сеймик избирает Председателя, троих заместителей председателя и Исполнительный совет воеводства во главе с Маршалом.

## Избирательные округа
| Номер округа | Кол-во мандатов | Города на правах повята, входящие в округ | Повяты, входящие в округ |
| ------------ | --------------- | ----------------------------------------- | --- |
| 1            | 9               | Лодзь                                     | |
| 2            | 5               |                                           | Кутновский повят, Ловичский повят, Ленчицкий повят, Згежский повят                                                                                    |
| 3            | 8               |                                           | Ласкский повят, Пабяницкий повят, Паенченский повят, Поддембицкий повят, Серадзкий повят, Велюньский повят, Верушувский повят, Здуньсковольский повят |
| 4            | 6               | Пётркув-Трыбунальский                     | Пётркувский повят, Белхатувский повят, Восточно-Лодзинский повят, Радомщанский повят                                                                  |
| 5            | 5               | Скерневице                                | Скерневицкий повят, Бжезинский повят, Опочненский повят, Равский повят, Томашувский повят                                                             |

## Результаты выборов

### I созыв (1998 — 2002)
| Партия | Партия                           | Количество мандатов | Количество мандатов |
| ------ | -------------------------------- | ------------------- | ------------------- |
|        | Союз демократических левых сил   | 24                  |                     |
|        | Избирательная Акция Солидарность | 19                  |                     |
|        | Социальный Альянс                | 9                   |                     |
|        | Союз свободы                     | 3                   |                     |
| Всего  | Всего                            | 55                  | 55                  |

### II созыв (2002 — 2006)
|  | Партия                                         | Количество мандатов |
|  | ---------------------------------------------- | ------------------- |
|  | Союз демократических левых сил — Уния труда    | 12                  |
|  | Самооборона Республики Польша                  | 10                  |
|  | Польская народная партия                       | 6                   |
|  | Лига польских семей                            | 6                   |
|  | Гражданская платформа — Право и Справедливость | 2                   |
|  | Всего                                          | 36                  |

### III созыв (2006 — 2010)
| Партия | Партия                        | Количество мандатов | Количество мандатов |
| ------ | ----------------------------- | ------------------- | ------------------- |
|        | Право и Справедливость        | 12                  |                     |
|        | Гражданская платформа         | 10                  |                     |
|        | Польская народная партия      | 6                   |                     |
|        | Левые и Демократы             | 4                   |                     |
|        | Самооборона Республики Польша | 4                   |                     |
| Всего  | Всего                         | 36                  | 36                  |

### IV созыв (2010 — 2014)
| Партия | Партия                         | Количество мандатов | Количество мандатов |
| ------ | ------------------------------ | ------------------- | ------------------- |
|        | Гражданская платформа          | 13                  |                     |
|        | Право и Справедливость         | 10                  |                     |
|        | Польская народная партия       | 7                   |                     |
|        | Союз демократических левых сил | 6                   |                     |
| Всего  | Всего                          | 36                  | 36                  |

### V созыв (2014 — 2018)
| Партия | Партия                         | Количество мандатов | Количество мандатов |
| ------ | ------------------------------ | ------------------- | ------------------- |
|        | Право и Справедливость         | 12                  |                     |
|        | Польская народная партия       | 10                  |                     |
|        | Гражданская платформа          | 10                  |                     |
|        | Союз демократических левых сил | 1                   |                     |
| Всего  | Всего                          | 33                  | 33                  |

### VI созыв (2018 — 2023)
| Партия | Партия                   | Количество мандатов | Количество мандатов |
| ------ | ------------------------ | ------------------- | ------------------- |
|        | Право и Справедливость   | 17                  |                     |
|        | Гражданская коалиция     | 12                  |                     |
|        | Польская народная партия | 4                   |                     |
| Всего  | Всего                    | 33                  | 33                  |